# Appartamenti Leavenworth
Gli Appartamenti Leavenworth sono uno storico edificio della città di Syracuse nello stato di New York.

## Storia
L'edificio, opera dell'architetto Charles Erastus Colton, già progettista del Municipio di Syracuse, venne eretto nel 1912. Compare nel registro nazionale dei luoghi storici dal 24 agosto del 2011.

## Descrizione
Il palazzo sorge nel quartiere di Near Northeast ed è situato di fronte agli Appartamenti New Kasson, eretti nel 1898.
L'edificio presenta uno stile neocoloniale dalle influenze fiamminghe. Si compone di un corpo di fabbrica elevato su sette livelli fuori terra ripartito in sei sezioni ben distinguibili in facciata grazie ai frontoni a balzi in mattone. La struttura è in acciaio e muratura, mentre il rivestimento della facciata è realizzato in finta pietra.